# 104th Street (linea BMT Jamaica)
104th Street, in origine 102nd Street e poi 102nd-104th Streets, è una fermata della metropolitana di New York situata sulla linea BMT Jamaica. Nel 2019 è stata utilizzata da 774 888 passeggeri. È servita principalmente dalla linea J, tranne nell'ora di punta del mattino in direzione Manhattan e nell'ora di punta del pomeriggio in direzione Queens quando è servita dalla linea Z.

## Storia
La stazione fu aperta il 28 maggio 1917. È stata ristrutturata tra marzo 2017 e dicembre 2018.

## Strutture e impianti
La stazione è posta su un viadotto al di sopra di Jamaica Avenue, ha due binari e due banchine laterali. Il mezzanino, posizionato sotto il piano binari, ospita le scale per accedere alle banchine, i tornelli e le due scale per il piano stradale che portano all'incrocio con 104th Street, una all'angolo nord-ovest e una all'angolo sud-est.

## Interscambi
La stazione è servita da alcune autolinee gestite da NYCT Bus.
- Fermata autobus